# Schlöpp
Das Schlöpp oder Salup war ein  Gewichtsmaß auf der Insel Sumatra in der Region im jetzigen Regierungsbezirk Tapanuli für Salz. Es entsprach etwa dem Gewicht von zwei englischen Avoirdupois-Pfund. Das Maß schätzte man auf 25 französischen Centimen.
- 1 Schlöpp/Salup = 0,9 Kilogramm, genauere Angaben = 907,088 Gramm